# Menesia bipunctata
Menesia bipunctata је инсект из реда тврдокрилаца (Coleoptera) и фамилије стрижибуба (Cerambycidae). Припада потфамилији Lamiinae.

## Распрострањење и станиште
Распрострањена је у скоро целој Европи. У Србији је ретко налажена.

## Опис
Menesia bipunctata је дугaчка 5—9 mm. Тело је црно, обрасло тамним, дугим, усправним длачицама. Пронотум и две пеге на задњем делу покрилаца су беличасто томентирани. Ноге су црвеножуте.

## Биологија и развиће
Имага су активна у касно пролеће и рано лето, од маја до јула. Ларве се развијају у мртвим гранама крушине (Frangula alnus), али и ораха (Juglans regia), пречника 2-6 cm, прво испод коре, а затим продру дубље у дрво, обично до сржи. Имага се налазе на лишћу, гранама и стаблима листопадног дрвећа, најчешће на мочварним теренима и тресетиштима.